# Pizza aux pruneaux
 (novembre 2023).
Si vous disposez d'ouvrages ou d'articles de référence ou si vous connaissez des sites web de qualité traitant du thème abordé ici, merci de compléter l'article en donnant les références utiles à sa vérifiabilité et en les liant à la section « Notes et références ».
Pizza aux pruneaux est la sixième histoire de la série Léo Loden par Christophe Arleston et Serge Carrère. Elle est publiée pour la première fois en 1995 aux éditions Soleil avant d'être rééditée en 1999.

## Synopsis
Une juge italienne vient enquêter sur les ramifications de la mafia sur la Côte d'Azur. Léo Loden et son oncle Tonton Loco sont chargés de sa protection. Cependant, les attentats se succèdent en visant Léo pour débarrasser la juge de sa protection de choc.

## Lieux et monuments dessinés
Dans cet épisode, l'action se déroule entre Marseille et Nice. On peut toujours reconnaître certains lieux de ces deux villes.

## Clins d'œil
- Arleston et Carrère parodient le commissaire divisionnaire Georges Nguyen Van Loc, surnommé « le Pékinois » dans l'album et « le Chinois » dans la réalité.